# Diocesi di Campo Limpo
La diocesi di Campo Limpo (in latino: Dioecesis Campi Limpidi) è una sede della Chiesa cattolica in Brasile suffraganea dell'arcidiocesi di San Paolo. Nel 2021 contava 2.113.000 battezzati su 2.312.000 abitanti. È retta dal vescovo Valdir José de Castro, S.S.P.

## Territorio

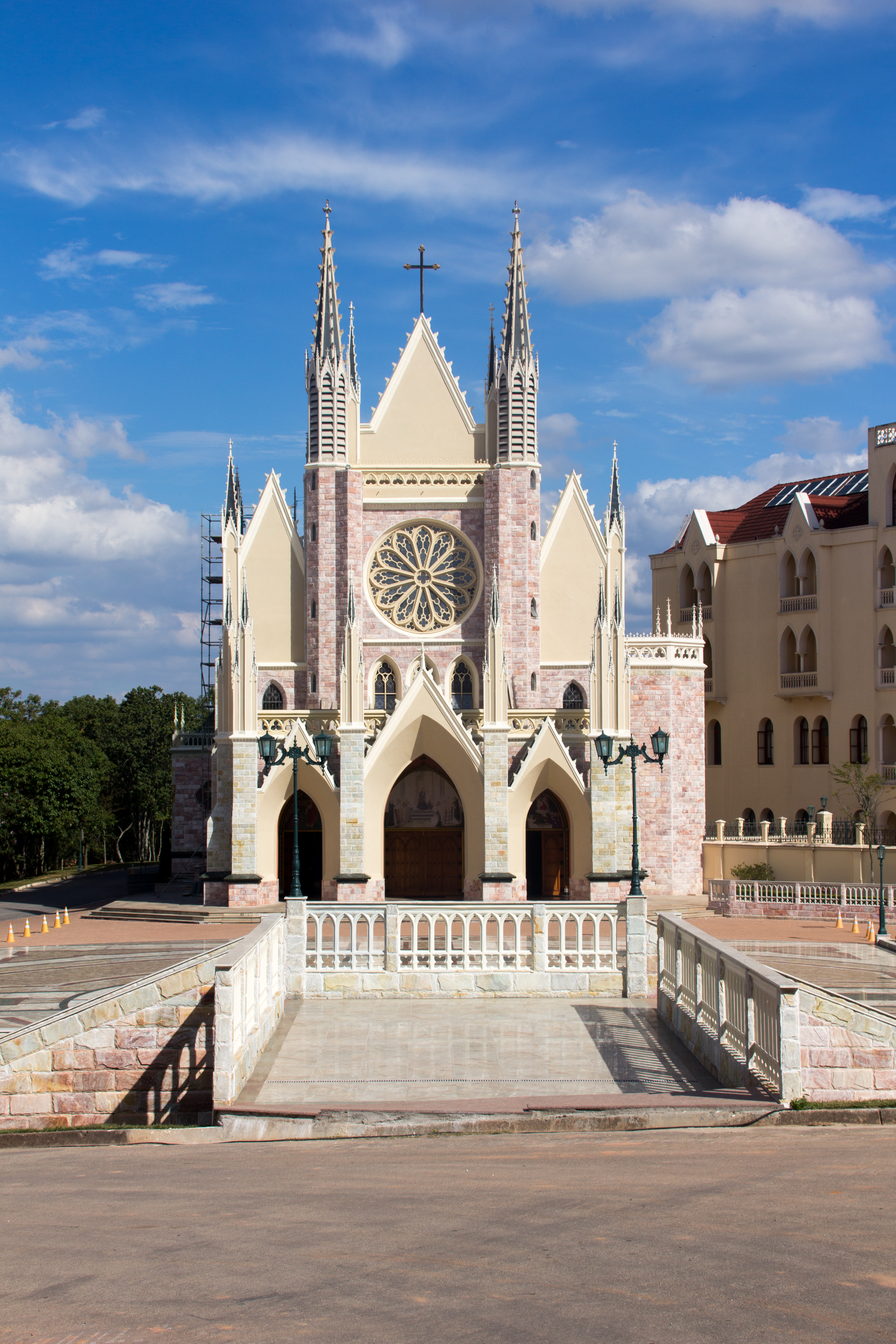
La basilica minore di Nostra Signora del Rosario di Fatima a Embu das Artes.

La diocesi comprende la periferia sud (Campo Limpo, Capão Redondo, Jardim Ângela, M'Boi Mirim, Morumbi, Piraporinha, Valo Velho e Vila Remo) e quella ovest (Caxingui, Ferreira, Jardim Peri Peri, Vila Sônia) del comune di San Paolo, nonché i comuni di Embu das Artes, Embu-Guaçu, Itapecerica da Serra, Juquitiba, São Lourenço da Serra e Taboão da Serra nella parte sud-orientale dello stato brasiliano di San Paolo.
Sede vescovile è Campo Limpo Paulista, un quartiere di San Paolo, dove si trova la cattedrale della Sacra Famiglia. A Embu das Artes sorge la basilica minore di Nostra Signora del Rosario di Fatima.
Il territorio si estende su una superficie di 1.560 km² ed è suddiviso in 106 parrocchie, raggruppate in 3 regioni episcopali e 9 foranie.

## Storia
La diocesi è stata eretta il 15 marzo 1989 con la bolla Deo bene opitulante di papa Giovanni Paolo II, ricavandone il territorio dall'arcidiocesi di San Paolo. La nuova diocesi comprendeva una delle regioni episcopali in cui era divisa l'arcidiocesi di San Paolo, a cui furono annesse le parrocchie di San Luca e dei Santi Pietro e Paolo, che appartenevano rispettivamente alle regioni episcopali pauliste di Lapa e del Centro.
Il 21 agosto 1989 furono nuovamente rivisti i confini tra la diocesi di Campo Limpo e la vicina arcidiocesi di San Paolo, con la cessione da parte di quest'ultima di numerose altre parrocchie.
Il 13 settembre 1994, con la lettera apostolica Notae sunt, lo stesso papa Giovanni Paolo II ha confermato la Sacra Famiglia di Nazareth patrona della diocesi.

## Cronotassi dei vescovi
Si omettono i periodi di sede vacante non superiori ai 2 anni o non storicamente accertati.
- Emílio Pignoli (15 marzo 1989 - 30 luglio 2008 ritirato)
- Luiz Antônio Guedes (30 luglio 2008 - 14 settembre 2022 ritirato)
- Valdir José de Castro, S.S.P., dal 14 settembre 2022

## Statistiche
La diocesi nel 2021 su una popolazione di 2.312.000 persone contava 2.113.000 battezzati, corrispondenti al 91,4% del totale.
| anno | popolazione | popolazione | popolazione | presbiteri | presbiteri | presbiteri | presbiteri                | diaconi | religiosi | religiosi | parrocchie |
| anno | battezzati  | totale      | %           | numero     | secolari   | regolari   | battezzati per presbitero | diaconi | uomini    | donne     | parrocchie |
| ---- | ----------- | ----------- | ----------- | ---------- | ---------- | ---------- | ------------------------- | ------- | --------- | --------- | ---------- |
| 1990 | 1.543.815   | 2.058.420   | 75,0        | 80         | 30         | 50         | 19.297                    |         | 53        |           | 39         |
| 1999 | 2.332.000   | 2.565.000   | 90,9        | 87         | 47         | 40         | 26.804                    | 4       | 43        | 350       | 59         |
| 2000 | 2.360.000   | 2.595.000   | 90,9        | 98         | 58         | 40         | 24.081                    | 4       | 40        | 380       | 60         |
| 2001 | 2.600.000   | 2.850.000   | 91,2        | 115        | 67         | 48         | 22.608                    | 4       | 48        | 415       | 67         |
| 2002 | 2.600.000   | 2.850.000   | 91,2        | 108        | 61         | 47         | 24.074                    | 4       | 61        | 415       | 69         |
| 2003 | 2.600.000   | 2.850.000   | 91,2        | 125        | 76         | 49         | 20.800                    | 4       | 64        | 454       | 72         |
| 2004 | 2.600.000   | 2.850.000   | 91,2        | 119        | 75         | 44         | 21.848                    | 8       | 65        | 454       | 75         |
| 2006 | 2.697.000   | 2.950.000   | 91,4        | 159        | 99         | 60         | 16.962                    | 11      | 78        | 454       | 82         |
| 2013 | 2.949.000   | 3.228.000   | 91,4        | 203        | 123        | 80         | 14.527                    | 23      | 98        | 454       | 100        |
| 2016 | 3.022.000   | 3.309.000   | 91,3        | 220        | 130        | 90         | 13.736                    | 22      | 108       | 454       | 100        |
| 2019 | 3.094.900   | 3.387.350   | 91,4        | 196        | 124        | 72         | 15.790                    | 27      | 114       | 119       | 102        |
| 2021 | 2.113.000   | 2.312.000   | 91,4        | 192        | 126        | 66         | 11.005                    | 26      | 126       | 249       | 106        |